# Segeersstraatkerk
De Segeersstraatkerk is een voormalig kerkgebouw van de Gereformeerde Gemeenten in Middelburg, Zeeland. Het eerste kerkgebouw werd in 1898 gebouwd, maar moest in 1921 al uitgebreid worden. In 1933 werd de kerkzaal gesloopt en herbouwd. In 1997 werd de Segeersstraatkerk afgebroken en de nieuwe Ter Hoogekerk in gebruik genomen.

## De Gereformeerde Gemeente in Middelburg
De basis van de Gereformeerde Gemeente in Middelburg ontstond in 1836 toen enkele leden van de Hervormde Kerk hun lidmaatschap opzegden en eigen bijeenkomsten hielden. Zij besloten op 10 maart om een afgescheiden gemeente te vormen. Hierop volgde de institutie van de gemeente op 2 september door dominee Budding. Diensten werden eerst bij leden thuis gehouden, maar mochten later gebruik maken van ruimtes in eigendom van jonkheer Willem Versluijs. Naast de gemeente in Middelburg waren er afgescheiden gemeenten op Walcheren in Biggekerke en Sint Jan ten Heere. Na een conflict over de te zingen psalmberijming splitste de gemeente in Middelburg. Het grootste deel ging verder als de Christelijk Afgescheiden Gemeente en kocht in 1841 een pakhuis aan de Kinderdijk om daar diensten te houden. Een klein deel bleef dominee Budding aanhouden. In 1844 vertrok Budding naar Groningen.
In 1855 besloot de Hervormde Kerk om de toga als officieel ambtsgewaad van de predikant in te voeren. Dit leidde tot veel protest in Middelburg, en enkele honderden verlieten de hervormde gemeente, een deel van hen sloot zich aan bij de volgers van Budding, een deel bij de Christelijke Afgescheiden Gemeente, en een deel kwam samen in een huis aan de Rouaansekaai. In 1857 verhuisde dominee Van Dijke naar Middelburg en preekte voor de volgelingen van Budding en Ledeboer, nu ook wel een Ledeboeriaanse Gemeente genoemd. Jonkheer Versluijs stelde zijn herenhuis aan de Lange Delft beschikbaar om gebruikt te worden als kerkzaal. Het huis werd verbouwd en aan de achterzijde werd een deel bijgebouwd. De kerk kon bereikt worden door een smalle gang dat liep door het koetshuis aan de Segeersstraat. Eind december 1857 werd dit gebouw met een geschat aantal van achthonderd tot duizend zitplaatsen in gebruik genomen.

## Geschiedenis

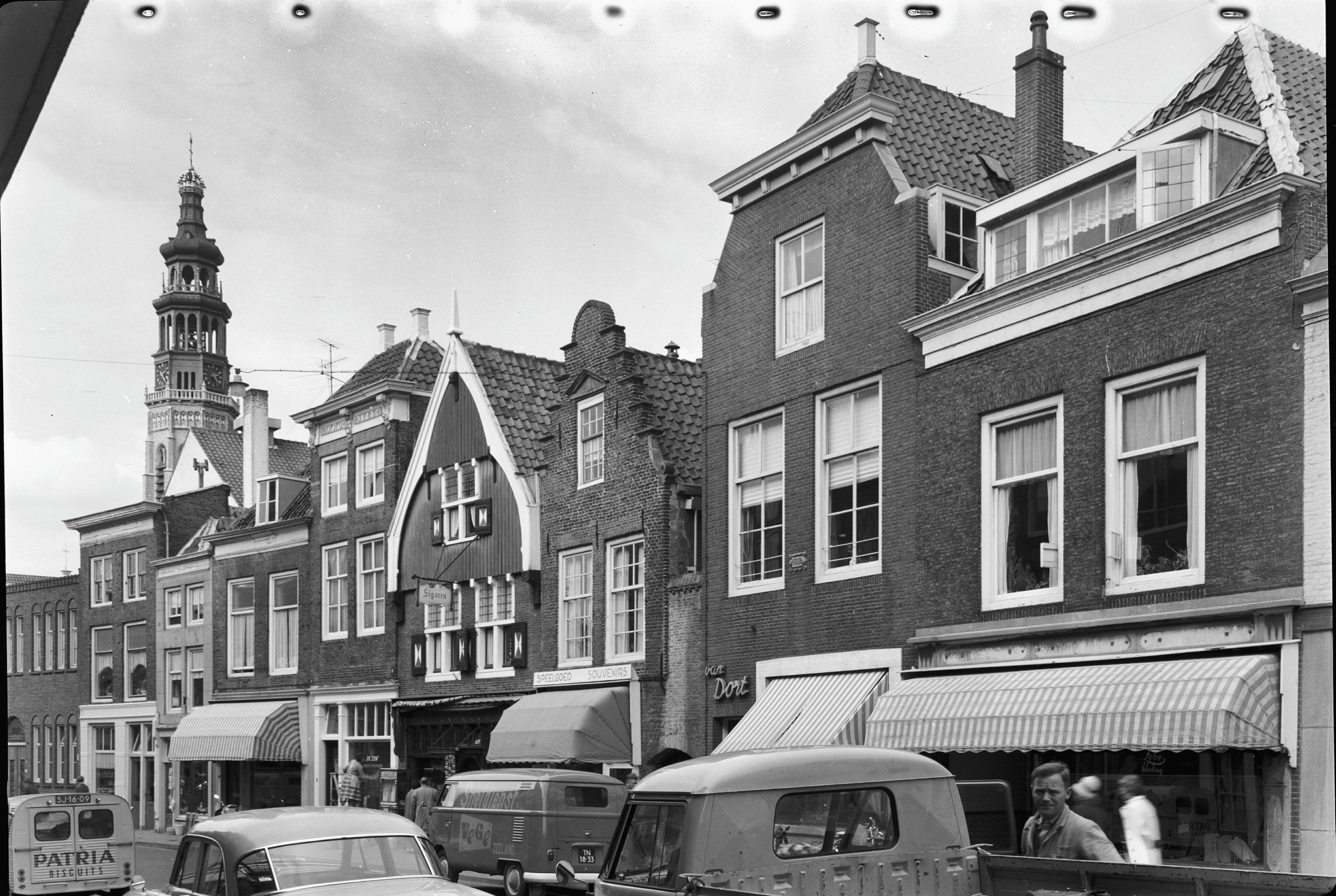
De Segeersstraat in 1962. Helemaal links is de voorgevel van de kerk zichtbaar.

In 1898 werd door de kerkenraad besloten om het herenhuis voor 17.000 gulden te verkopen aan de Provinciale Staten van Zeeland om in gebruik te nemen als Provinciale Bibliotheek. Een nieuw kerkgebouw zou gebouwd worden aan de Segeersstraat, niet ver van de voormalige kerk vandaan. De bouwvergunning werd in april 1898 verleend. In mei werd begonnen met de bouw van de kerk en deze kon op 18 september al in gebruik worden genomen. In 1907 ondernam ds. Kersten pogingen om de Kruis- en Ledeboeriaanse gemeenten te fuseren tot één kerkverband. De Ledeboerianen gingen in juni akkoord na een vergadering in de Segeersstraatkerk. Met deze vereniging ontstond het nieuwe kerkverband van de Gereformeerde Gemeenten. Vanwege een gebrek aan zitplaatsen werd er in 1908 besloten om een galerij in de kerk te plaatsen. In 1918 werd in de Segeersstraatkerk de Staatkundige Gereformeerde Partij opgericht.
In 1921 werd besloten om de kerk uit te breiden vanwege ruimtegebrek, nieuwbouw was te duur. Aan de achterzijde werd de consistorie afgebroken, zodat de kerk verlengd kon worden. Verder werd er een galerij aangebracht die ook meer zitplaatsen opleverde. Tijdens de verbouwing vonden die diensten plaats in de Noorderkerk, Gasthuiskerk en de Hofpleinkerk. Op 14 oktober 1921 werd de verbouwde kerk weer in gebruik genomen. De muren in de kerk waren wit geschilderd en oogde samen met de plavuizen vloeren een sobere indruk. Ondanks de uitbreiding was er nog ruimtegebrek zodat er met overgebleven materialen nog een galerij werd bijgebouwd waarmee het aantal zitplaatsen op duizend kwam.
Vanuit de Middelburgse gemeente ontstonden meerdere afdelingen van de gereformeerde gemeenten in Zeeland. Zo ontstond er een afdeling in Vlissingen in 1922 en in Oostburg in 1930. Desondanks nam het ledental toe tot 1600 in 1929 en was er ruimtegebrek. In eerste instantie werd er gezocht naar nieuwbouw op een ander locatie, maar uiteindelijk werd besloten om de bestaande kerk grotendeels te vervangen voor een nieuw gebouw met 1560 zitplaatsen. In de vroege zomer van 1933 werd begonnen met de sloop en herbouw. Op 30 oktober 1933 werd de kerk weer in gebruik genomen. Qua aantal zitplaatsen was het de grootste kerk van Middelburg.
In mei 1940 werd een groot gedeelte van de binnenstad van Middelburg verwoest door oorlogsgeweld. Ook de bibliotheek die enkele meters van de Segeersstraatkerk stond brandde volledig uit. Echter, tussen de kerk en de bibliotheek waren al eerder brandwerende platen aangebracht die de bibliotheek moesten beschermen als er in de kerk brand zou uitbreken. Tijdens de stadsbrand van 17 mei hadden deze platen de omgekeerde werking, en de kerk werd gespaard.
Vanaf 1942 werd er een afdeling gevormd in Arnemuiden, deze werd in 1948 zelfstandig. Door ruimtegebrek en zuidelijke uitbreiding van Middelburg werd er in 1974 een tweede kerk gebouwd en in gebruik genomen in de Magistraatwijk, de Zuiderkerk. Doordat de locatie aan de Segeersstraat weinig parkeergelegenheid bood en er ook voor andere faciliteiten, zoals vergaderruimten, te weinig ruimte was, werd in 1991 besloten om elders in Middelburg een nieuwe kerk te bouwen. In juni werd een stuk grond aangewezen tussen de Kruisweg en de Laan der Verenigde Naties. Op deze grond werd begonnen aan de bouw van een nieuwe kerk, deze werd in 1997 in gebruik genomen als de Ter Hoogekerk. De Segeersstraatkerk werd verkocht en afgebroken, enkel de monumentale kosterswoning bleef staan. Op vrijgekomen grond werden nieuwe winkelpanden gerealiseerd.

## Orgel
In eerste instantie was er geen orgel in de kerk geplaatst, mede omdat er verschillende tegenstanders waren. Na de verbouwing van 1921 bleek echter dat er voor een nieuw orgel veel steun was vanuit de leden. De kerkenraad besloot zich afzijdig te houden, waardoor de kerkleden zelf een orgelcommissie samenstelden. Begin 1924 werd een pneumatisch orgel besteld bij orgelbouwer A.S.J. Dekker uit Goes en deze werd op de galerij opgebouwd tegenover de preekstoel. Na de verbouwing van 1933 werd het orgel boven de preekstoel gesitueerd. In 1957 werd het orgel uitgebreid met meerdere registers door fa. Koppejan uit Ederveen. Doordat de kwaliteit van het orgel achteruit ging werd in het in 1990 afgebroken. Een nieuw orgel werd geleverd door orgelbouwers Fama & Raadgever, met advies van Bram Beekman. Deze werd in juni 1990 in gebruik genomen. In 1997 werd het overgeplaatst naar de nieuwe Ter Hoogekerk.